# Nekropole von Cistas das Casas Velhas
Die Nekropole von Cistas das Casas Velhas (auch kurz Casas Velhas genannt) liegt südlich von Melides bei Grândola im Distrikt Setúbal in der Estremadura in Portugal. 
Casas Velhas ist eine vollständig restaurierte bronzezeitliche Nekropole, die aus zwei Gruppen großer Steinkisten besteht. Sie wurde in den frühen 1970er Jahren entdeckt und von den Archäologen C. Tavares da Silva und Joaquina Soares ausgegraben. Sie wurde 1990 als IIP - Estate of Public Interest klassifiziert.
Die Nekropole besteht aus zwei Kernbereichen von je 30 m². Alle Steinkisten haben einen rechteckigen Grundriss, der mehrheitlich aus vier Schieferplatten besteht, die mit einem monolithischen Deckel bedeckt sind.
Die verschiedenen Kisten sind so angeordnet, dass sie der Gruppe das Aussehen einer Wabe verleihen. Dies wurde (wie in der nahen Nekropole do Pessegueiro) als eine gesellschaftliche Reflexion einer Kultur interpretiert, die, obwohl sie bereits hierarchisch strukturiert war, immer noch eine Struktur hatte, die weitgehend auf verwandtschaftlichen Beziehungen beruhte und als Südwestbronze (portugiesisch Bronze do Sudoeste) bezeichnet wird.
Etwa 450 m entfernt liegt der Dolmen da Pedra Branca.